# Segunda División de México 1961-62
La Temporada 1961-62 de la Segunda División de México fue el duodécimo torneo de la historia de la segunda categoría del fútbol mexicano. Se disputó entre los meses de junio de 1961 y enero de 1962. Contó con 16 equipos. El conjunto representativo de la U.N.A.M. fue el campeón de la categoría ganando así su ascenso a la Primera División.

## Cambios
- Nacional de Guadalajara ascendió a Primera División.
- Celaya descendió desde el máximo circuito.
- Cruz Azul se incorporó a la liga como nuevo equipo,[2] mientras que Veracruz volvió a esta categoría tras encontrarse en una pausa de ocho años.[3]
- Cuautla, Salamanca, San Luis, Querétaro, Atlético Valladolid y Vasco de Quiroga dejaron de competir.

## Formato de competencia
Los dieciséis equipos compiten en un grupo único, todos contra todos a visita recíproca. Se coronaria campeón el equipo con la mayor cantidad de puntos y así conseguir el ascenso; si al final de la campaña existiera empate entre dos equipos en la cima de la clasificación, se disputaría un duelo de desempate para definir al campeón, esto claro sin considerar de por medio ningún criterio de desempate.

## Equipos participantes

### Equipos por Entidad Federativa
| Entidad Federativa | N.º | Equipos                       |
| ------------------ | --- | ----------------------------- |
| Veracruz           | 3   | Orizaba, Poza Rica y Veracruz |
| Coahuila           | 2   | Cataluña y Laguna             |
| Hidalgo            | 2   | Cruz Azul y Pachuca           |
| Michoacán          | 2   | La Piedad y Zamora            |
| Tamaulipas         | 2   | Refinería Madero y Victoria   |
| Distrito Federal   | 1   | UNAM                          |
| Estado de México   | 1   | Texcoco                       |
| Guanajuato         | 1   | Celaya                        |
| Nayarit            | 1   | Tepic                         |
| Nuevo León         | 1   | UANL                          |

### Información sobre los equipos participantes
| Equipo            | Ciudad                      | Estadio                      |
| ----------------- | --------------------------- | ---------------------------- |
| Cataluña          | Torreón, Coahuila           | San Isidro                   |
| Celaya            | Celaya, Guanajuato          | Miguel Alemán Valdés         |
| Cruz Azul         | Jasso, Hidalgo              | 10 de Diciembre              |
| La Piedad         | La Piedad, Michoacán        | Juan N. López                |
| Laguna            | Torreón, Coahuila           | San Isidro                   |
| Orizaba           | Orizaba, Veracruz           | Moctezuma                    |
| Pachuca           | Pachuca, Hidalgo            | Revolución Mexicana          |
| Poza Rica         | Poza Rica, Veracruz         | Parque Jaime J. Merino       |
| Refinería Madero  | Ciudad Madero, Tamaulipas   | Tampico                      |
| Tepic             | Tepic, Nayarit              | Nicolás Álvarez Ortega       |
| Texcoco           | Texcoco, Estado de México   | Municipal de Texcoco         |
| Tigres U. de N.L. | Monterrey, Nuevo León       | Tecnológico                  |
| U.N.A.M.          | México, D.F.                | Olímpico Universitario       |
| Veracruz          | Veracruz, Veracruz          | Parque Deportivo Veracruzano |
| Victoria          | Ciudad Victoria, Tamaulipas | Marte R. Gómez               |
| Zamora            | Zamora, Michoacán           | Moctezuma                    |

## Clasificación
| Pos. | Equipo          | Pts. | PJ | G  | E  | P  | GF | GC | Dif. | Clasificación              |
| ---- | --------------- | ---- | -- | -- | -- | -- | -- | -- | ---- | -------------------------- |
| 1    | UNAM (C)        | 45   | 30 | 18 | 9  | 3  | 78 | 40 | +38  | Ascenso a Primera División |
| 2    | Ciudad Madero   | 43   | 30 | 17 | 9  | 4  | 69 | 31 | +38  |                            |
| 3    | Poza Rica       | 43   | 30 | 18 | 7  | 5  | 60 | 34 | +26  |                            |
| 4    | Cruz Azul       | 36   | 30 | 15 | 6  | 9  | 63 | 45 | +18  |                            |
| 5    | Zamora          | 33   | 30 | 13 | 7  | 10 | 45 | 41 | +4   |                            |
| 6    | Ciudad Victoria | 30   | 30 | 9  | 12 | 9  | 51 | 44 | +7   |                            |
| 7    | Texcoco         | 30   | 30 | 13 | 4  | 13 | 54 | 57 | −3   |                            |
| 8    | Pachuca         | 30   | 30 | 10 | 10 | 10 | 48 | 51 | −3   |                            |
| 9    | Orizaba         | 29   | 30 | 11 | 7  | 12 | 51 | 65 | −14  |                            |
| 10   | Celaya          | 27   | 30 | 9  | 9  | 12 | 37 | 44 | −7   |                            |
| 11   | Tepic           | 27   | 30 | 10 | 7  | 13 | 44 | 55 | −11  |                            |
| 12   | Veracruz        | 26   | 30 | 8  | 10 | 12 | 40 | 48 | −8   |                            |
| 13   | U. de N.L.      | 24   | 30 | 9  | 6  | 15 | 49 | 59 | −10  |                            |
| 14   | Laguna          | 21   | 30 | 5  | 11 | 14 | 37 | 52 | −15  |                            |
| 15   | La Piedad       | 20   | 30 | 8  | 4  | 18 | 31 | 59 | −28  |                            |
| 16   | Cataluña        | 16   | 30 | 5  | 6  | 19 | 36 | 68 | −32  |                            |

 Fuente: RSSSF
Criterios de clasificación: Puntos · Diferencia de goles · Goles a favor · Play-off
|                               |
| U.N.A.M. Campeón 1.er título. |

## Resultados
| Local \ Visitante | CAT | CEL | CAZ | LPD | LAG | ORI | PAC | PZR | RMA | TEP | TEX | UNL | UNM | VER | VIC | ZAM |
| ----------------- | --- | --- | --- | --- | --- | --- | --- | --- | --- | --- | --- | --- | --- | --- | --- | --- |
| Cataluña          | —   | 1–3 | 2–3 | 3–0 | 3–2 | 2–3 | 1–1 | 1–3 | 1–6 | 2–1 | 1–2 | 1–0 | 1–1 | 3–0 | 1–1 | 3–3 |
| Celaya            | 0–0 | —   | 2–2 | 0–0 | 3–1 | 2–1 | 3–2 | 2–0 | 0–0 | 2–2 | 2–2 | 3–3 | 2–2 | 0–1 | 1–1 | 4–1 |
| Cruz Azul         | 3–2 | 2–1 | —   | 4–1 | 2–0 | 1–0 | 2–0 | 1–0 | 2–2 | 7–1 | 2–1 | 5–2 | 2–2 | 2–1 | 5–4 | 2–2 |
| La Piedad         | 2–1 | 2–1 | 2–1 | —   | 0–0 | 3–1 | 1–2 | 0–2 | 2–0 | 2–1 | 0–2 | 3–2 | 0–3 | 3–0 | 1–1 | 0–1 |
| Laguna            | 0–0 | 1–2 | 0–1 | 3–0 | —   | 5–2 | 0–1 | 1–2 | 1–1 | 1–1 | 1–2 | 2–2 | 2–2 | 1–1 | 0–0 | 1–1 |
| Orizaba           | 1–0 | 2–0 | 3–2 | 4–1 | 2–2 | —   | 2–2 | 2–3 | 0–0 | 2–1 | 2–0 | 3–2 | 1–1 | 1–1 | 0–0 | 3–2 |
| Pachuca           | 5–2 | 2–0 | 3–2 | 2–1 | 1–1 | 4–1 | —   | 0–0 | 2–1 | 2–0 | 2–3 | 0–0 | 1–2 | 1–1 | 3–3 | 0–1 |
| Poza Rica         | 2–1 | 3–0 | 1–1 | 2–0 | 3–1 | 5–1 | 5–0 | —   | 1–1 | 3–1 | 3–2 | 1–1 | 3–2 | 2–1 | 1–1 | 1–2 |
| Refinería Madero  | 6–0 | 1–0 | 1–0 | 4–0 | 4–1 | 4–1 | 3–1 | 2–0 | —   | 3–1 | 4–2 | 4–1 | 3–0 | 4–2 | 2–2 | 3–1 |
| Tepic             | 2–0 | 1–0 | 3–2 | 2–1 | 1–0 | 3–0 | 2–2 | 1–2 | 3–2 | —   | 5–1 | 2–3 | 1–2 | 1–1 | 2–1 | 0–0 |
| Texcoco           | 4–1 | 3–0 | 2–1 | 3–0 | 1–2 | 4–4 | 3–4 | 1–2 | 0–1 | 1–0 | —   | 3–2 | 0–2 | 2–2 | 2–1 | 2–1 |
| U. de N.L.        | 3–0 | 1–2 | 1–1 | 5–2 | 4–1 | 0–1 | 3–1 | 0–1 | 0–0 | 1–3 | 0–1 | —   | 3–2 | 2–1 | 2–1 | 0–1 |
| UNAM              | 5–1 | 2–0 | 2–1 | 3–2 | 6–2 | 6–4 | 4–1 | 2–2 | 3–1 | 3–1 | 2–1 | 7–0 | —   | 3–1 | 2–0 | 3–0 |
| Veracruz          | 3–1 | 3–0 | 2–1 | 2–2 | 2–1 | 0–1 | 2–2 | 3–2 | 2–2 | 0–0 | 3–1 | 0–3 | 2–2 | —   | 1–2 | 0–1 |
| Ciudad Victoria   | 1–0 | 1–0 | 0–2 | 4–0 | 1–2 | 7–2 | 1–1 | 2–4 | 1–1 | 2–2 | 5–1 | 4–3 | 0–0 | 2–1 | —   | 2–1 |
| Zamora            | 2–1 | 1–2 | 2–1 | 1–0 | 1–2 | 2–1 | 1–0 | 1–1 | 1–3 | 7–1 | 2–2 | 3–0 | 2–2 | 0–1 | 1–0 | —   |